# Дагоберто Гомез Гарсија (Идалго)
Дагоберто Гомез Гарсија (шп. Dagoberto Gómez García) насеље је у Мексику у савезној држави Коавила у општини Идалго. Насеље се налази на надморској висини од 150 м.

## Становништво
Према подацима из 2005. године у насељу је живело 9 становника.

### Хронологија
| Година       | 2000        | 2005 |
| ------------ | ----------- | ---- |
| Становништво | 18 (7 / 11) | 9    |

### Попис
| # | Индикатор                        | Вредност |
| - | -------------------------------- | -------- |
| 1 | Укупно појединачних домаћинстава | 2        |